# (1845) Helewalda
(1845) Helewalda es un asteroide perteneciente al cinturón de asteroides descubierto el 30 de octubre de 1972 por Paul Wild desde el observatorio de Berna-Zimmerwald, Suiza.

## Designación y nombre
Helewalda recibió inicialmente la designación de 1972 UC.
Más tarde se nombró por una antigua compañera de clase del descubridor.

## Características orbitales
Helewalda orbita a una distancia media del Sol de 2,972 ua, pudiendo acercarse hasta 2,803 ua y alejarse hasta 3,141 ua. Tiene una inclinación orbital de 10,72° y una excentricidad de 0,05688. Emplea en completar una órbita alrededor del Sol 1871 días.